# 長安
長安（ちょうあん、中国語: 長安、拼音: Cháng'ān）は、中国の古都。現在の陝西省の省都西安市に相当する。
その萌芽として周代に早くも渭水（黄河支流）の中流域に都城が建設されており、その後規模や位置を変えながら現代まで続いている。漢代に長安と命名され、前漢、北周、隋などの首都であった。唐代には大帝国の首都として世界最大の都市に成長した。シルクロードの起点とされることもある（シルクロード:長安-天山回廊の交易路網）。また西都（さいと）、大興（だいこう）、西京（さいきょう）と呼ばれていた時期もあった。宋代以降は政治・経済の中心は大運河が通じる東の開封に移り、長安が首都に戻ることはなかった。
西域に近かったこともあって、王朝の隆盛とともに国際都市となっていた唐代の長安は周辺諸民族が都城建設の模範とした。日本でも平城京や平安京は長安に倣ったと考えられており、日本において平安初中期の詩文の中で、平安京を指して長安と書いている例が見られる。

## 歴史

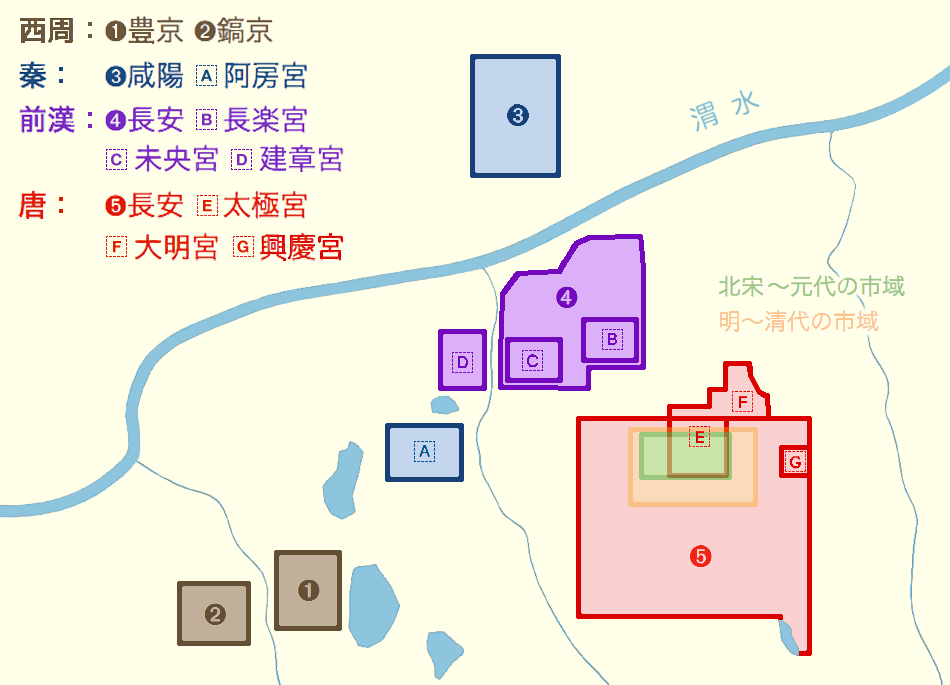
長安（西安）の変遷

### 西周
長安の都市としての歴史は西周の都豊邑（旧字体:豐邑、ほうゆう）（または豊京（ほうけい））に始まる。豊邑は文王の時代まで周公の都であった。武王は殷の紂王を滅ぼしたのち、灃水（ほうすい、さんずいに豐、現在は灃河。似た字である澧水（れいすい）とは別の川）をはさんで豊邑の対岸にあった鎬京（こうけい）に遷都した。この豊・鎬の地は現在の西安市の西南近郊に相当する。

### 秦
紀元前383年、秦は都を雍城（現在の陝西省宝鶏市鳳翔区の南東）から、櫟陽（陝西省西安市閻良区）に移し34年間運営した。紀元前349年、秦の孝公は櫟陽から咸陽（現在の陝西省咸陽市の北東）に遷都した。渭水の北岸に位置する咸陽は、始皇帝のときに大幅に拡張され、渭水の南岸に興楽宮や甘泉宮が造営されて、渭水を渡す横橋で咸陽宮と連結された。渭南西郊の上林苑に朝宮の建造が計画され、その前殿として阿房宮が営まれた。

### 前漢から北周
秦滅亡後の陳勝・呉広の乱、楚漢戦争の戦乱を勝ち抜きいた劉邦が関中を占領した後、櫟陽を都とした。その後漢朝を建てた劉邦は、婁敬と張良の進言により破壊された咸陽の郊外に新たな都城を建設、長安と命名、蕭何が宮殿を造り、恵帝の時代には城壁が建築されている。長安城の南側は南斗、北側は北斗の形をしていたため、当時は長安城の別称として「斗城」が誕生した。長安城には九市、十二門が設けられ、城内には未央宮、長楽宮、北宮、桂宮といった宮殿があった（『三輔黄図』）。漢代の長安はいびつな形をしていた。その後、新、後漢（滅亡前の数年間）、西晋（滅亡前の数年間）、前趙、前秦、後秦、西魏、北周が首都を設置している。

### 隋・唐

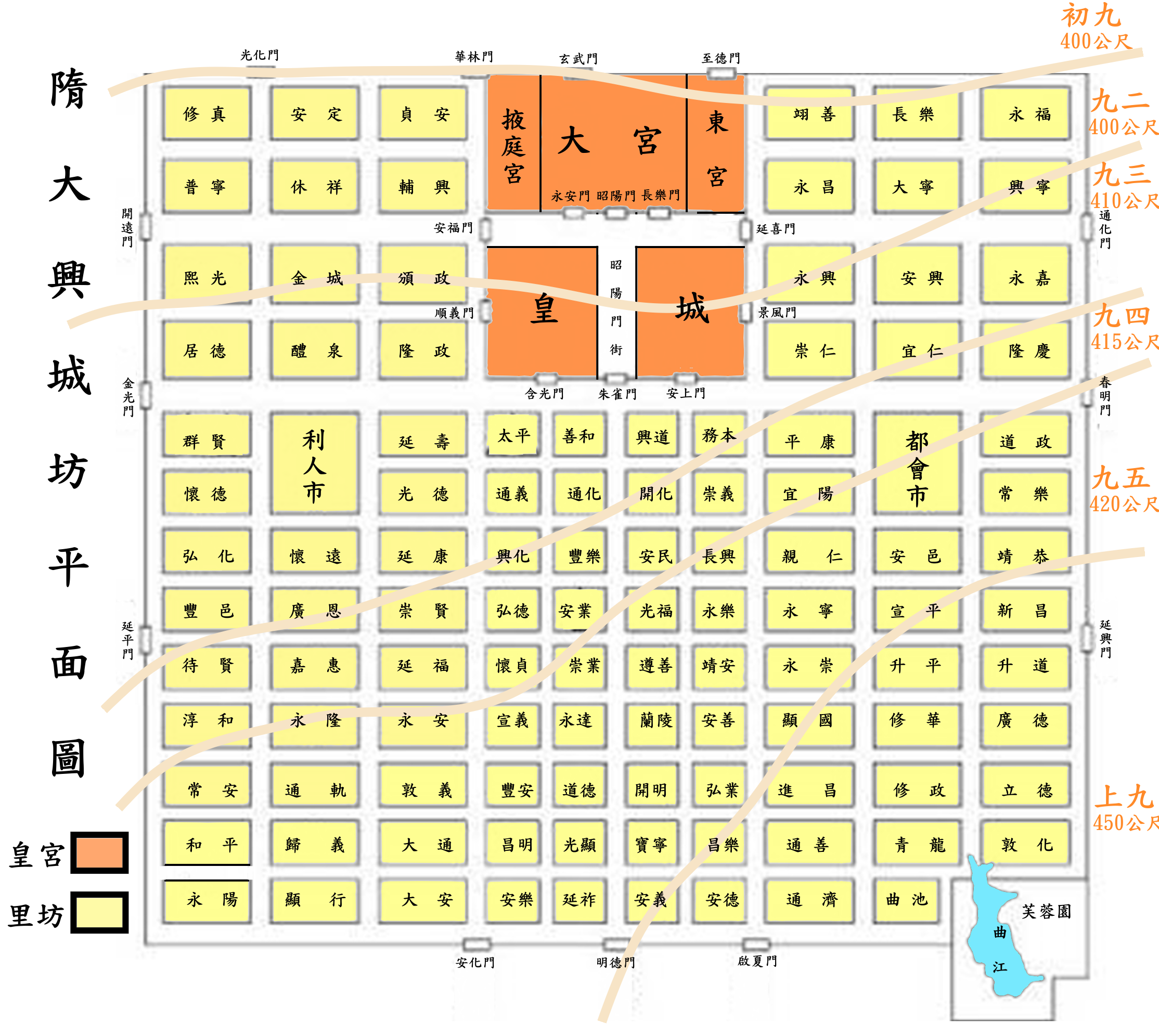
隋朝の大興城

北周を滅ぼした隋朝を立てた楊堅は、生活環境の悪化や政治的思惑からこれまでの長安を廃止し、その郊外である龍首原に新たな都城を造営した。新たな都城造営を担当したのは、宇文愷（555年 - 602年）である。初め大興城（だいこうじょう）と称された都城が、隋唐代の首都・国際都市としての長安の都である。中央の朱雀門街を挟んで、左街に54坊と東市、右街に54坊と西市、総計110の坊市から構成される条坊都市であった。全体はおよそ南北8651メートル、東西が9721メートルあったとされる。東西の方が長いのが特徴である。後述される日本の平安京とは異なり、長安城内では、各坊の四囲にも高い牆壁が取り囲んでおり、それら門は夜間は閉門され坊外との通行は禁止された。また、龍首原は、北から南に向かって、6段に分かれた台地状の丘陵であった。設計者の宇文愷は、それを周易の六爻になぞらえて都市計画がなされたと考えられている。天子の位に相当する九二に宮城を置き、九三の君子の位には皇城を配置した。さらに、周易においては九二よりも上の最上位とされる九五の丘には、庶人を住まわせると災いの元と考え、国寺である大興善寺と道観の玄都観とを置いて、国家の安泰をはかったという。
最盛期で人口100万人とも言われる大都市に発展した長安であったが、同時に食糧問題という致命的な問題を内包していた。関中地域のみで長安の膨大な人口を支えるだけの食糧生産は不可能であり、江南から大運河を通じて大量輸送を行うか、朝廷そのものを食糧搬入が容易な場所に一時的に避難させる（洛陽に副都を置いた理由の一つである）ことによって対応していたが、安史の乱以後は政治的不安定から大運河の管理が次第に困難となり、大運河が通航不可能となるとたちまちのうちに長安での食糧価格の高騰に発展、貧困層の中には餓死するものも相次ぐようになる。唐の滅亡直前に王朝簒奪を狙う朱全忠によって都が洛陽に移された後、長安が再び都になることは無かった。

### 五代以降
長安は唐末の戦乱で荒廃したため、首都は東の洛陽に移された。唐を滅ぼして後梁を建てた朱全忠は首都をさらに東の開封に移した。これにより首都機能を失った長安の城壁は縮小され、一地方都市となった。明代に、長安への遷都論が唱えられたことがあったものの、既に唐代には食料問題を内包する長安への遷都は実現せず、名称を西安（せいあん）と改称され地方都市として発展していった（現在の西安については西安の項目を参照のこと）。

## 他国の都市計画への影響

### 日本
長安は当時における周辺諸民族の都市計画の模範となる都市であった。碁盤の目状の道路、南北を貫く大通り、北の政庁の位置、河川の配置といった特徴は日本の平城京、平安京にも強い影響を与えている。ただし平安京など日本の都は長安城と異なり、羅城門の左右を除いて城壁が設置されなかった。日本は大陸とは違い、北方騎馬民族の襲来に備える必要が無かったためとも言われている。
またその規模も長安の三分の一程度であり、それでも人家が市域を埋めつくすことはなかった。平安初中期の詩文に、平安京を指して「長安城」と呼んだ例が見られる。

### 渤海
渤海の上京龍泉府も、長安を模して築かれた。上京龍泉府は、中央に宮殿、周りに城壁、周囲16kmと、ほぼ平城京と同じ規模であり、井上和人は、衛星写真を分析し、平城京造営と同じ物差しを使っているという見解を示した。したがって、上京龍泉府は、長らく長安を模倣したと考えられていたが、平城京の造営が710年、上京龍泉府遷都が755年であり、渤海使の初来日が727年であることを鑑みると、平城京を模倣した可能性が指摘されている。

## ギャラリー

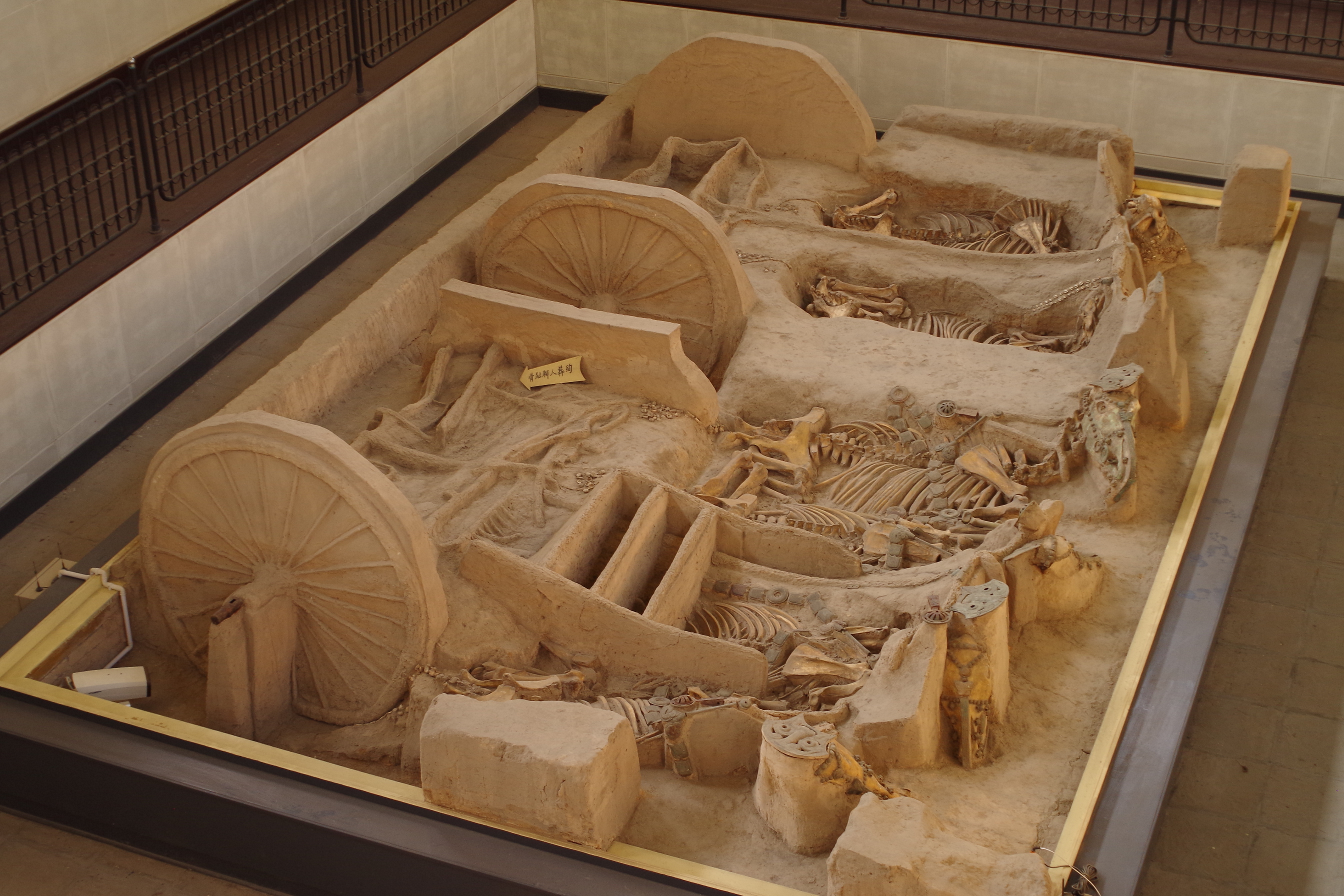
灃西車馬坑 西周
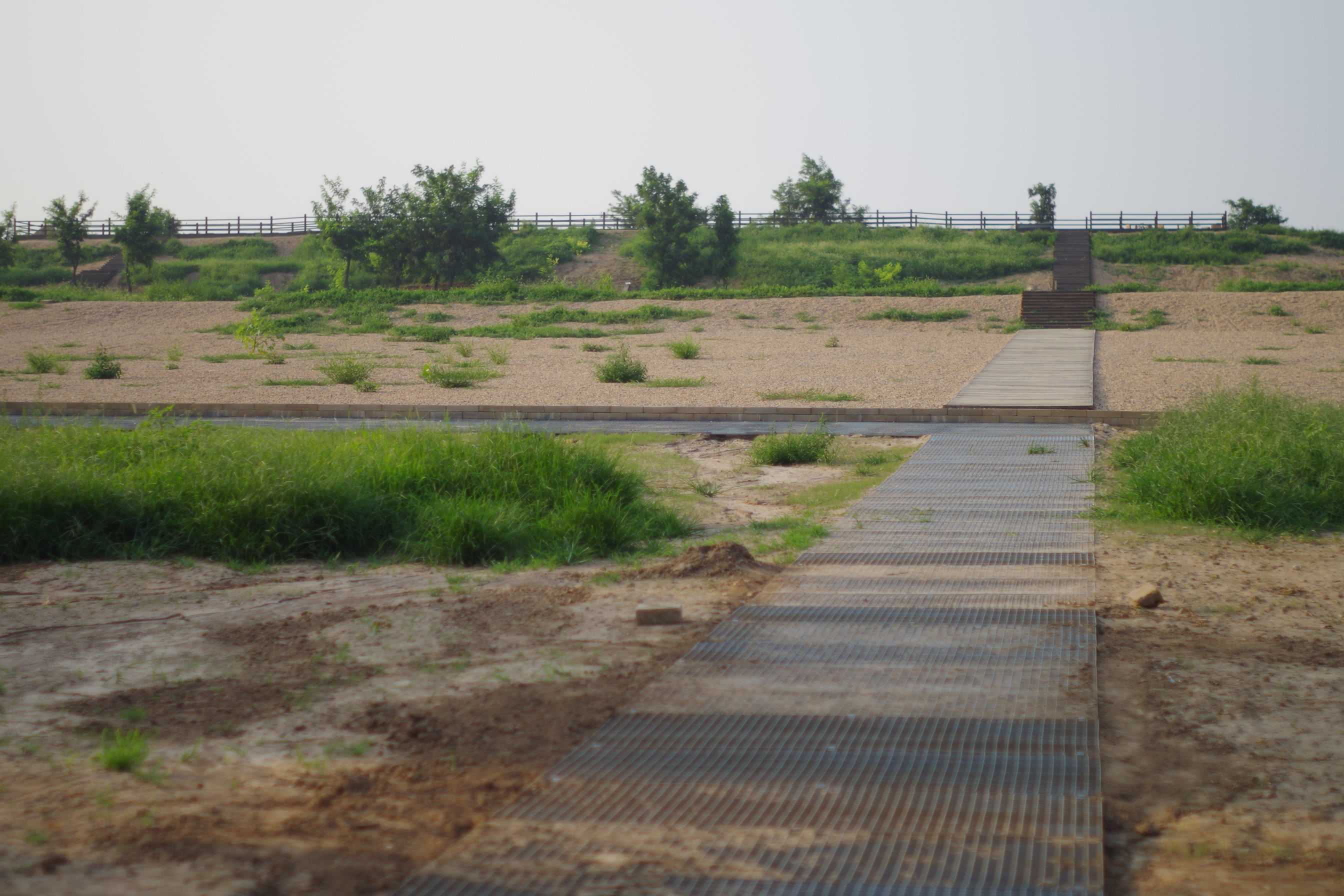
漢未央宮遺跡
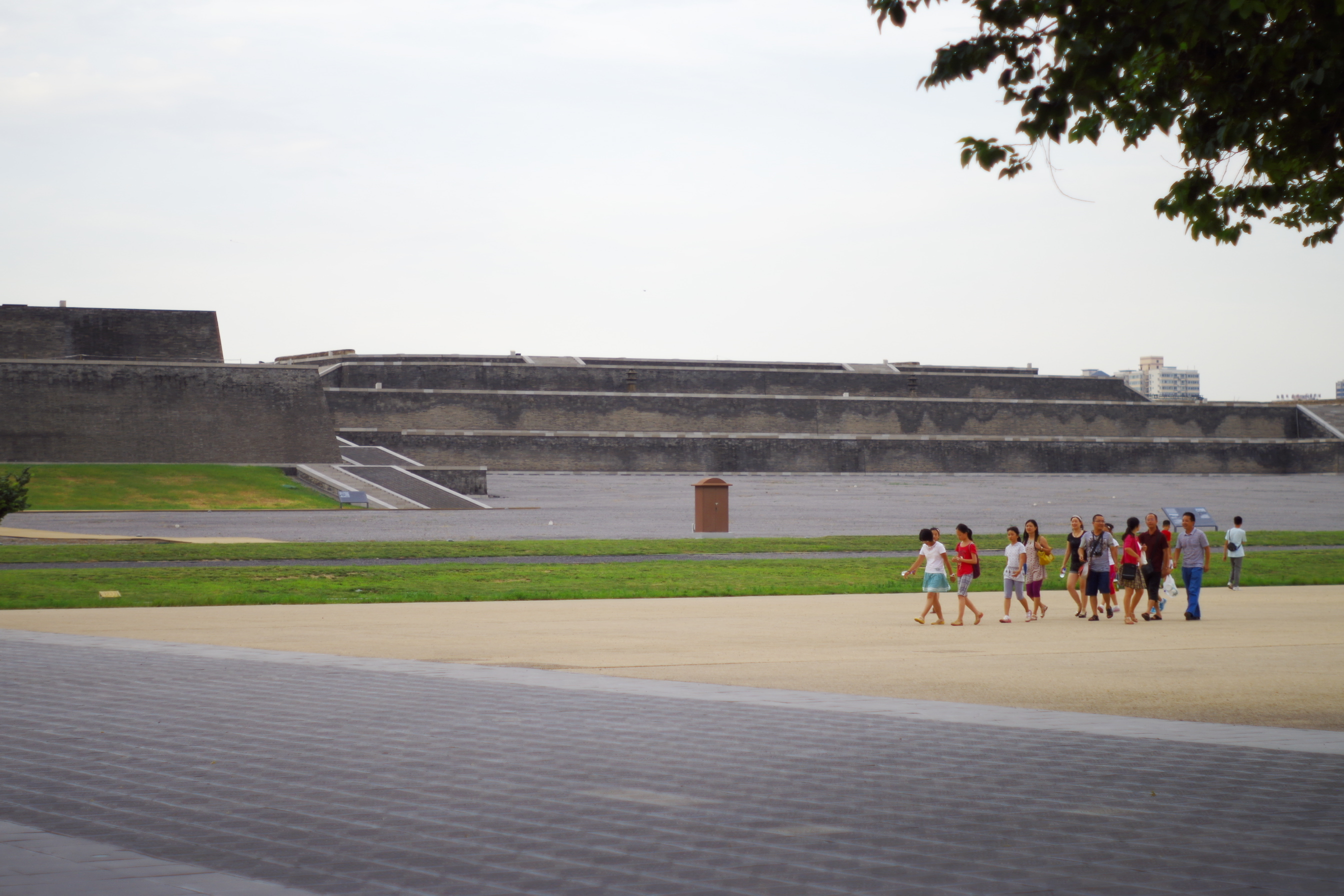
唐大明宮含元殿遺跡
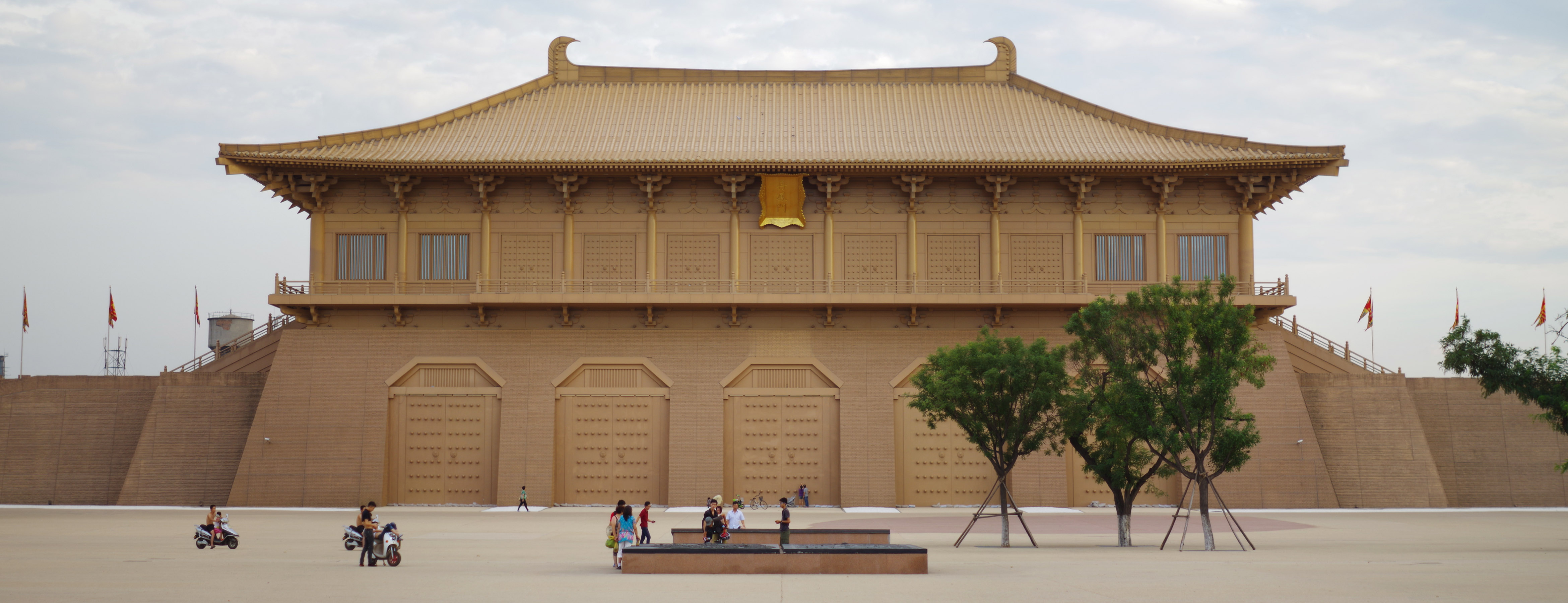
唐大明宮・丹鳳門（再建）